# Бойс, Йозеф
Йозеф Бойс (нем. Joseph Beuys; 12 мая 1921, Крефельд, Германия — 23 января 1986, Дюссельдорф, Германия) — немецкий художник, один из главных теоретиков постмодернизма.

## Биография
Йозеф Бойс родился 12 мая 1921 в Крефельде в семье торговца Йозефа Якоба Бойса (1888—1958) и Йоханны Марии Маргарет Бойс (1889—1974). Осенью того же года семья переехала в Клеве, промышленный город Нижнего Рейна (Германия), недалеко от голландской границы. Там Йозеф посещал начальную католическую школу, а затем гимназию. Учителя сразу заметили у мальчика талант к рисованию. Кроме того, он брал уроки игры на фортепиано и виолончели. Несколько раз посещал мастерскую фламандского живописца и скульптора Ахиллеса Моортгата.
Ещё во время школьного обучения Бойс изучил массу художественной литературы: трактаты основателя антропософии Штейнера, произведения Шиллера, Гёте, Шопенгауэра и Новалиса, труды по медицине, искусству, биологии и зоологии. По словам Бойса, 19 мая 1933 г. (то есть в тот период, когда нацистская партия начала устраивать массовые акции по сжиганию неугодной литературы) во дворе своей школы он спас книгу «Система природы» Карла Линнея «… из этой большой, пылающей кучи».
В 1936 году Бойс стал членом Гитлерюгенд. Всё больше детей и подростков состояло в партии, так как членство в ней стало обязательным. Он участвовал в митинге в Нюрнберге в сентябре 1936 года, когда ему было всего 15 лет.
В 1939 году он работал в цирке и заботился о животных в течение года. Школу окончил весной 1941 года. Война уже охватила весь мир.
В 1941 году Бойс ушел добровольцем в Люфтваффе. Военную службу он начал в качестве радиста в Познани под командованием Хайнца Сайльмана. Они оба посещали лекции по биологии и зоологии в местном университете. В это же время Бойс начал серьёзно рассматривать карьеру художника.
В 1942 году Бойс был дислоцирован в Крыму. С 1943 он стал задним стрелком бомбардировщика Ju 87. В рисунках и эскизах этого времени, дошедших до наших дней, уже проявился его характерный стиль. Началом его «личной мифологии», где факт неотделим от вымысла, послужила дата 16 марта 1944 года, когда его самолёт был сбит над Крымом у деревни Фрайфельд Тельмановского района.
Это событие стало отправной точкой в карьере художника: «Последнее, что я помню, было то, что было уже слишком поздно, чтобы прыгать, слишком поздно для того, чтобы открыть парашют. Наверное, это было за секунду до удара о землю. К счастью, я не был пристёгнут. — Я всегда предпочитал свободу от ремней безопасности… Мой друг был пристёгнут, и его разорвало на части при ударе — не осталось почти ничего, что было похоже на него. Самолёт врезался в землю, и это спасло меня, хотя я и получил травмы костей лица и черепа… Тогда хвост перевернулся и я был полностью похоронен в снегу. Татары нашли меня день спустя. Я помню голоса, они говорили „Вода“, войлок из палаток, и сильный запах топленого жира и молока. Они покрыли мое тело жиром, чтобы помочь ему восстановить тепло, и обернули меня в войлок, чтобы сохранить тепло».
В то же время очевидцы утверждают, что пилот умер вскоре после аварии, Бойс же был в сознании и был обнаружен поисковой командой. В деревне в то время никаких татар не было. Хотя это не противоречит словам Бойса, который всегда говорил, что его биография была предметом его собственной интерпретации. Но главное, что данная история является мифом происхождения художественной личности Бойса и даёт ключ к толкованию использования им нетрадиционных материалов, среди которых войлок и жир занимают центральное место. Бойс был доставлен в военный госпиталь, где оставался в течение трех недель с 17 марта по 7 апреля.
Несмотря на травмы, он вернулся на Западный фронт в августе 1944 года, в плохо оснащённый десантный блок, был ранен в бою более пяти раз. На следующий день после немецкой безоговорочной капитуляции 8 мая 1945 года, Бойс был взят в плен в Куксхафенe и направлен в британский лагерь для интернированных, из которого был выпущен 5 августа того же года. Он вернулся к родителям, которые переехали в пригород Клеве.
С 1947 по 1951 год учился в Академии художеств в Дюссельдорфе, где главным его наставником был скульптор Эвальд Матаре.
Июнь 1967 года ознаменовался для Западного Берлина большой студенческой демонстрацией. После столкновения с полицией один из участников погиб. В ответ на это событие Йозеф Бойс создает свою политическую партию, в которую входят исключительно студенты. В числе их главных требований — самоуправление для студентов и абсолютно свободное поступление в вуз для любого желающего. Художник, получивший в 1961 звание профессора Дюссельдорфской академии, был в 1972 уволен после того, как вместе с не принятыми абитуриентами в знак протеста «оккупировал» её секретариат. В 1978 федеральный суд признал увольнение незаконным, однако Бойс уже не принял профессуры, стремясь быть максимально независимым от государства.
В 1970 году Йозеф Бойс был профессором скульптуры в Дюссельдорфе. Его самым молодым учеником в Kunstakademie Düsseldorf был Элиас Мария Рети (Elias Maria Reti), который изучал искусство с ним в возрасте всего пятнадцати лет.
В 1974 году масштабные планы Бойса начинают претворяться в жизнь. Совместно с Генрихом Беллем он открывает Свободный университет международного уровня, студентом которого мог стать абсолютно любой желающий, без возрастных ограничений, к тому же не проходя никакого вступительного конкурса. Его активности хватало на всё, хотя сам Йозеф провозглашал себя человеком искусства, далёким от политики.
В 1975 году художник пережил тяжёлый инфаркт.
На волне левой оппозиции он опубликовал манифест о «социальной скульптуре» (1978), выразив в нём анархо-утопический принцип «прямой демократии», призванной заменить существующие бюрократические механизмы суммой свободных творческих волеизъявлений отдельных граждан и коллективов. В 1983 выставил свою кандидатуру на выборах в бундестаг (по списку «зелёных»), но потерпел поражение.
Бойс умер в Дюссельдорфе 23 января 1986 года.
После смерти мастера каждый музей современного искусства стремился установить один из его арт-объектов на самом видном месте в виде почётного мемориала. Самым крупным и в то же время самым характерным из этих мемориалов является Рабочий блок в Музее земли Гессен в Дармштадте — анфилада залов, воспроизводящих атмосферу бойсовской мастерской, полной символических заготовок — от рулонов прессованного войлока до окаменевших колбас.

## Творчество
В его творчестве конца 1940—1950-х годов доминируют «первобытные» по стилю, близкие наскальным росписям рисунки акварелью и свинцовым штифтом с изображением зайцев, лосей, овец и других животных. Занимался скульптурой в духе экспрессионизма В. Лембрука и Матаре, исполнял частные заказы на надгробия. Испытал глубокое воздействие антропософии Р. Штейнера.
В первой половине 1960-х годов стал одним из основоположников «флюксуса», специфической разновидности искусства перформанса, наиболее распространенной именно в Германии. Яркий оратор и педагог, в своих художественных акциях всегда обращался к аудитории с императивной агитационной энергией, закрепив в этот период и свой знаковый имидж (фетровая шляпа, плащ, рыболовный жилет). Использовал для арт-объектов шокирующе непривычные материалы типа топлёного сала, фетра, войлока и мёда; архетипическим, сквозным мотивом пребывал «жировой угол», как в монументальных, так и в более камерных (Стул с жиром, 1964, Музей земли Гессен, Дармштадт) вариациях. В этих произведениях остро проступили чувство тупикового отчуждения современного человека от природы и попытки войти в неё на магически-«шаманском» уровне.

## Известные перформансы Бойса

### «Сибирская симфония, часть 1»
Проект 1962 года. В этой работе Бойса впервые появилась фигура мёртвого зайца. Вторая версия этого проекта называлась «Евразия» (1966).

### «Как объяснить картины мёртвому зайцу»
Проект 1965 года. С тушкой зайца, к которому мастер «обращался», покрыв свою голову мёдом и золотой фольгой, Бойс перемещался в галерее от картины к картине, «объясняя» мёртвому зайцу, что это за картина.
Художника можно было увидеть сквозь стекло окна галереи. Его лицо было покрыто медом и частицами золота, а к сапогу была прикреплена железная пластина. На руках Бойс баюкал мертвого зайца, которому в ухо нашептывал пояснения к рисункам на стенах. Материалы (мед, железо, золото) имели для Бойса особое символическое значение. Например, мед — продукт пчел, и для Бойса (вслед за Рудольфом Штайнером) пчелы представляли собой идеальное общество тепла и братства. Золото имело большое значение в алхимических исследованиях, а железо, металл Марса, символизировал мужскую силу и связь с землей. Фотография с перформанса, на которой Бойс сидит с зайцем, была охарактеризована некоторыми критиками как «новая Мона Лиза 20-го века». Сам Бойс не согласился с таким описанием.

### «Гомогенная инфильтрация для рояля»
Проект 1966 года.

### «Койот: я люблю Америку и Америка любит меня»
В мае 1974 Бойс прилетел в Нью-Йорк для осуществления самой яркой акции в карьере «Мне нравится Америка и Америка любит меня». Из аэропорта он был доставлен на машине скорой помощи к месту исполнения — 409 номер в Рене Блок Галерее на Вест Бродвей. Бойс лежал на носилках, закутанный в войлок. В течение трех дней он делил одну маленькую комнату с диким койотом. Порой он просто стоял, завернутый в толстое, серое одеяло из войлока, изображая большого пастуха. Порой он лежал на соломе, порой он наблюдал за койотом — койот наблюдал за ним, осторожно обходя человека. Бойс разрывал одеяло на куски, изображал жестами символы, такие как большой треугольник. Бросал кожаные перчатки в животное. По истечении трёх дней Бойс обнял койота, который отнёсся к нему вполне снисходительно, и был доставлен в аэропорт. Он снова ехал в скорой помощи, ни разу не ступив на американскую землю. Как позже объяснял сам Бойс: «Я хотел изолировать себя, оградить себя, не увидеть ничего в Америке, кроме койота».

### «Медогонка на рабочем месте»
Проект 1977 года. Аппарат гнал мёд по пластмассовым шлангам.

### «7000 дубов»
Проект 1982 года. Наиболее масштабная акция, во время международной арт-выставки «Документа» в Касселе (1982): огромная куча базальтовых блоков, выложенная перед зданием музея, постепенно разбиралась по мере того, как высаживались деревца. «Он хотел от Касселя, где проходит выставка „Документа“, до России посадить семь тысяч дубов. Бойс собирался ехать и заезжать во все города по дороге и сажать там по дубу, но сажать он их хотел не сам, а убедить местных жителей, что это необходимо. Осталось много документальных свидетельств — Бойс начал проект, но не успел его закончить. Например, какие-то два соседа, которые даже друг с другом не разговаривали, после общения с Йозефом Бойсом решили посадить этот дуб. Это потрясающий проект, один из моих любимых» — Георг Жено.

## Выставки
- 2016 — Kunstmuseum Бонн;
- 2012 — «Йозеф Бойс. Призыв к альтернативе». Московский музей современного искусства, Москва.[10][11]
- 2007 — Zwirner & Wirth, Нью-Йорк zwirnerandwirth.com;
- 2006 — Museum kunst palast, Дюссельдорф;
- 2006 — Kunstmuseum Бонн;
- 2006 — Museum Hamburger Bahnhof, Берлин;
- 2005 — Галерея Тейт, Лондон 'Joseph Beuys: Actions, Vitrines, Environments' ;
- 1984 — Seibu-Museum, Токио;
- 1980 — Rocca Paolina, Италия;
- 1979 — Музей Гуггенхейма, Нью-Йорк;
- 1976 — Venice Biennale, Италия;
- 1972 — Documenta, Кассель;
- 1964 — Documenta, Кассель.

## Память
- В Москве существовал Театр им. Йозефа Бойса.
- В 2021 году Почта Сербии выпустила почтовую марку, посвящённую 100-летнему юбилею со дня рождения немецкого художника Йозефа Бойса